# Hans Huber (Unternehmer, 1927)
Hans Huber (* 24. August 1927 in Zug; † 5. August 2018 in Appenzell) war ein Schweizer Unternehmer (SFS).

## Leben
Hans Huber, Sohn des Schumachers Franz Huber und der Josefine geb. Moos, wuchs in sehr bescheidenen Verhältnissen auf und absolvierte von 1943 bis 1946 eine Lehre als Eisenwarenkaufmann in der Eisenwarenhandlung B. Stadlers Erben. In seiner Lehrzeit eignete er sich das Prinzip «Dienen kommt vor Verdienen» an, das ihn sein Leben lang begleiten sollte. 1949 eröffnete er im Auftrag seiner Lehrmeisterin Anna Stadler eine Filiale der Eisenwarenhandlung in Heerbrugg im St. Galler Rheintal. 1957 wurde die Stadler AG gegründet. Als es in den Boomjahren der Nachkriegszeit zu Engpässen in der Beschaffung von Schrauben kam, gründete er zusammen mit Josef Stadler 1960 die SFS Presswerk AG für die Herstellung von Schrauben. In den 60er-Jahren führte er eine Mitarbeiterbeteiligung an der Aktiengesellschaft ein und 1984 eine Gewinnbeteiligung aller Mitarbeiter. Mit einem Auftrag der Schweizer Bundesverwaltung für das Flugzeug Dassault Mirage III konnte er das Unternehmen dauerhaft erfolgreich positionieren und international tätig werden, anfangs in Frankreich. 1993 wurden unter seiner Leitung die Aktivitäten unter dem Dach der SFS Holding AG zusammengefasst und er wechselte in den Verwaltungsrat. 1999 schied er als Präsident des Verwaltungsrates aus dem Unternehmen aus. Die SFS Group AG beschäftigte für ihre Produkte der Befestigungstechnik und Zulieferindustrie weltweit rund 9500 Mitarbeitende und erzielte einen Umsatz von 1,6 Milliarden Schweizer Franken. Hans Huber war bis zu seinem 90. Geburtstag 2017 neben Fam. Stadler Hauptaktionär der SFS Group AG; an diesem Tag gab er die Anteile an Kinder und Enkel ab.
1997 gründete er die Hans-Huber-Stiftung zur Förderung beruflicher Aus- und Weiterbildung, dessen Ehrenpräsident er war. Er war von 1975 bis 1988 Verwaltungsratspräsident der Heberlein Holding AG in Wattwil und ab 1988 im Verwaltungsratsausschuss der Gurit-Heberlein AG. Von 1987 bis 1997 war er Mitglied im Bankrat der Schweizerischen Nationalbank. Von 1990 bis 1997 war er Präsident der Sparkasse Berneck. Huber war langjähriger Ankeraktionär und Verwaltungsratspräsident der Fisba AG in St. Gallen, einem Unternehmen im Photonik-Markt. Zudem war er seit 2014 zusammen mit Karl Felix Stürm Aktionär und Eigentümer der St. Galler DGS Druckguss Systeme AG. Er war seit 2007 Hauptaktionär der Schlatter-Gruppe.

## Ehrungen
- Unternehmerpreis «Entrepreneur of the Year» von Ernst & Young (2013)